# Commutatieve algebra
In de abstracte algebra, een onderdeel van de wiskunde, bestudeert de commutatieve algebra commutatieve ringen, hun idealen en modulen over zo'n ring. Zowel de algebraïsche meetkunde als de algebraïsche getaltheorie zijn gebaseerd op de commutatieve algebra. Belangrijke voorbeelden van commutatieve ringen zijn veeltermringen, ringen van algebraïsche gehele getallen. Deze laatste familie van ringen omvat de gewone gehele getallen {\displaystyle \mathbb {Z} } en de p-adische gehele getallen.
Commutatieve algebra is het belangrijkste hulpmiddel in de lokale studie van schema's.
Indien men ringen bestudeert die niet noodzakelijk commutatief zijn, spreekt men van niet-commutatieve ringen. Dit omvat de algemene theorie van de ringen, representatietheorie en de theorie van de banach-algebra's.

## Geschiedenis
Het onderwerp, dat aanvankelijk bekendstond als ideaaltheorie, begon met het werk van Richard Dedekind over idealen. Het werk van Dedekind was op zijn beurt weer gebaseerd op eerder werk van Ernst Kummer en Leopold Kronecker. Later introduceerde David Hilbert de naam ring met als doel het oudere getallenring te generaliseren. Hilbert introduceerde een meer abstracte aanpak ter vervanging van de meer concrete en rekenkundig georiënteerde methoden uit de functietheorie en de klassieke invariantentheorie. Op zijn beurt heeft Hilbert Emmy Noether sterk beïnvloed, aan wie wij heden ten dage een groot deel van de abstracte en axiomatische benadering van het onderwerp te danken hebben. Een andere belangrijke mijlpaal was het werk van Hilberts student Emanuel Lasker, die het begrip hoofdideaal heeft geïntroduceerd en die tevens de eerste versie van de stelling van Lasker-Noether bewees. 
Veel van de moderne ontwikkeling in de commutatieve algebra benadrukken modulen. Zowel idealen van een ring {\displaystyle R} als {\displaystyle R}-algebra's zijn speciale gevallen van {\displaystyle R}-modulen, zodat moduletheorie zowel de ideaaltheorie als de theorie van de ringuitbreidingen bevat. Hoewel de commutatieve algebra al doorschemerde in het werk van Kronecker, wordt de moderne benadering om binnen de commutatieve algebra gebruik te maken van moduletheorie meestal aan Emmy Noether toegeschreven.

## Websites
- (en)  the website for the commutative algebra community
- (en)  leden